# Zinkate
Die Bezeichnung Zinkate steht für die Stoffgruppe der theoretischen Oxo- und Hydroxosäuren des chemischen Elementes Zink. Diese entstehen beim Auflösen des amphoteren Zinkhydroxids in einem Überschuss an Alkalihydroxid (z. B. Natriumhydroxid). Nachweisen lassen sich die zu den Säuren gehörigen Anionen.
| Anion     | Säure (theoretisch) |
| --------- | ------------------- |
| ZnO22−    | H2ZnO2              |
| ZnO46−    | H6ZnO4              |
| Zn(OH)3−  | HZn(OH)3            |
| Zn(OH)42− | H2Zn(OH)4           |
| Zn(OH)64− | H4Zn(OH)6           |